# Acanthognathus rudis
Acanthognathus rudis (лат.) — вид муравьёв рода Acanthognathus из трибы Attini (ранее в Dacetini), встречающийся в тропиках Южной Америки (Бразилия).

## Описание
Длина рабочих около 4 мм. Длина слегка сплющенной сверху головы 0,9 мм (ширина — 0,65). Длина брюшка — 0,97 мм. Отличаются более тонкой морщинистостью и пунктировкой головы и брюшка. Длина самцов около 3 мм (длина переднего крыла 2,5 мм). Имеют красноватую окраску и мощные развитые мандибулы, по размеру сравнимые с мандибулами муравьёв рода Odontomachus.
Эти хищные муравьи живут небольшими семьями, в которых всего несколько десятков муравьёв (не менее чем 30 взрослых особей). Усики самок и рабочих 11-члениковые, а самцов — 12-члениковые. Формула щупиков: 5,3 (нижнечелюстные + нижнегубные). Вид был впервые описан в 1969 году американским мирмекологом Уильямом Брауном (Brown W. L. Jr.) и бразильским энтомологом Вальтером Кемпфом (W. W. Kempf).

## Цитогенетика
Муравей Acanthognathus rudis стал первым представителем рода Acanthognathus, у которого была исследована цитогенетика. Колония, собранная в юго-восточной Бразилии, продемонстрировала диплоидное число 2n = 14 (12 метацентриков + 2 субметацентриков), самое низкое среди представителей родовой группы Daceton (Dacetini) и это первый неотропический представитель этой группы, подвергнутый кариологическому исследованию. Кластеры рДНК располагались в перицентромерной области одной пары хромосом, блоки (GA)n покрывали все плечи хромосом, за исключением гетерохроматических участков, а (TTAGG)n гибридизировались с теломерами всех хромосом, без интерстициальных теломерных участков.